# Cyclops bicuspidatus
Cyclops bicuspidatus är en kräftdjursart som beskrevs av Claus 1857. Cyclops bicuspidatus ingår i släktet Cyclops och familjen Cyclopidae.

## Underarter
Arten delas in i följande underarter:
- C. b. thomasi
- C. b. bicuspidatus

## Bildgalleri

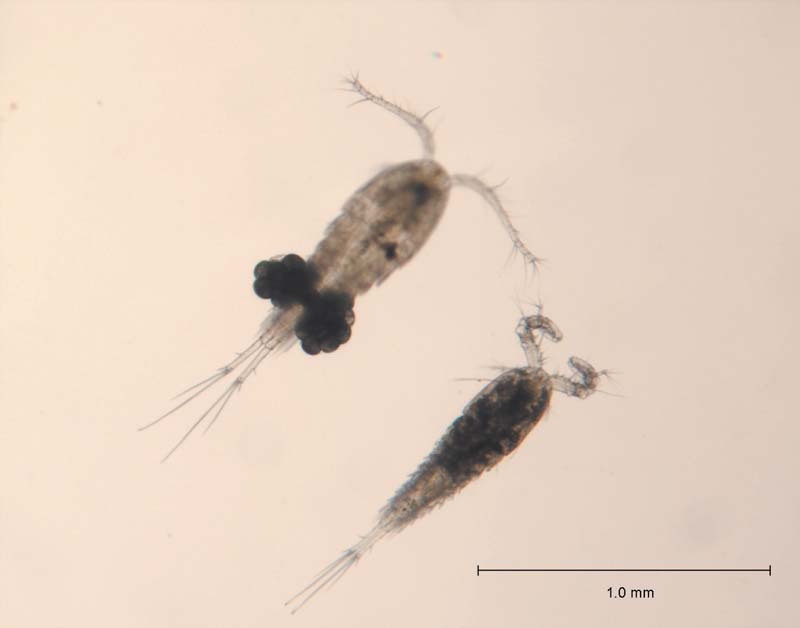